# Sebring Motor Car Company
Sebring Motor Car Company war ein US-amerikanischer Hersteller von Automobilen.

## Unternehmensgeschichte
Die Brüder B. H. und O. H. Sebring gründeten Ende 1909 das Unternehmen in Sebring in Ohio. Konstrukteure waren James Gwin und Robert Allen. Im Januar 1910 war der erste Prototyp fertig. Die erste öffentliche Präsentation fand im März 1910 auf der Cleveland Automobile Show statt. Daraufhin begann die Kleinserienproduktion von Automobilen. Der Markenname lautete Sebring. Anfang 1912 endete die Produktion. Insgesamt entstanden etwa 25 Fahrzeuge.

## Fahrzeuge
Alle Fahrzeuge hatten einen Sechszylindermotor. 90,4875 mm Bohrung und 101,6 mm Hub ergaben 3920 cm³ Hubraum. Die Motorleistung war mit 35/40 PS angegeben. Das Fahrgestell hatte 310 cm Radstand.
In den ersten beiden Jahren waren ein Torpedo, ein Baby Tonneau und ein Cross Country-Roadster mit jeweils fünf Sitzen erhältlich.
1912 beschränkte sich das Karosserieangebot auf den Torpedo.